# Lonchaea trita
Lonchaea trita är en tvåvingeart som beskrevs av Charles Howard Curran 1932. Lonchaea trita ingår i släktet Lonchaea och familjen stjärtflugor.
Artens utbredningsområde är Panama. Inga underarter finns listade i Catalogue of Life.